# Yūjirō Haraguchi
Yūjirō Haraguchi (japanisch 原口 祐次郎 Haraguchi Yūjirō; * 30. September 1992 in der Präfektur Shizuoka) ist ein japanischer Fußballspieler.

## Karriere
Haraguchi erlernte das Fußballspielen in der Schulmannschaft der Fujieda Meisei High School und der Universitätsmannschaft der Kwansei-Gakuin-Universität. Seinen ersten Vertrag unterschrieb er 2015 beim SP Kyōto FC. Für den Verein absolvierte er 15 Ligaspiele. 2016 wechselte er zum Drittligisten Fujieda MYFC. 2017 wechselte er zu Yazaki Valente.